# Турковский, Василий Николаевич
Василий Турковский (род. 3 сентября 1974, Саратов, СССР) — российский хоккеист.

## Биография
Воспитанник саратовского хоккея. Выступал во второй лиге чемпионата СССР за «Кристалл». В сезоне 1992/93 дебютировал в чемпионате России. В 1993 году перешёл в московский ЦСКА, где провёл 7 сезонов. За океаном выступал за фарм-клуб ЦСКА, «Русские Пингвины». В 2001 году присоединился к череповецкой «Северстали». В сезоне 2008/09 выступал за «Амур» в континентальной хоккейной лиге. В 2010 году стал чемпионом Казахстана с командой «Сарыарка». Призывался в сборную России, принял участие в двух чемпионатах мира по хоккею с шайбой. В 2010 году завершил карьеру хоккеиста. В 2015 году принял решение возобновить карьеру в родном «Кристалле».
В 2016 году завершил игровую карьеру и перешел на тренерскую работу. С 7 ноября 2016 года по 5 января 2017 года главный тренер «Кристалла-Юниор». С 5 января 2017 года — тренер «Кристалла-Юниор».